# Fatalna klątwa
Fatalna klątwa (jid. Hercełe mejuches) – polski film fabularny z 1913 roku w języku jidysz, oparty na utworze Mojżesza Richtera Przysięga.
Film nie zachował się do dziś.

## Obsada
- Samuel Landau
- Regina Kamińska
- Herman Wajsman
- Ajzyk Samberg
- Herman Fiszelewicz